# Tisserin à nuque d'or
Ploceus aureonucha
Espèce
Statut de conservation UICN

 EN C2a(ii) : En danger
Le Tisserin à nuque d'or (Ploceus aureonucha) est une espèce de passereaux de la famille des Ploceidae.
Cet oiseau est endémique de la forêt de l'Ituri (nord-est de la RDC).